# 考拉克
考拉克是塞內加爾的小鎮和考拉克區的首府，2002年人口172,305，南面與岡比亞接壤，是塞內加爾的主要花生貿易和處理中心，也是伊斯蘭教育的中心。

## 友好城市

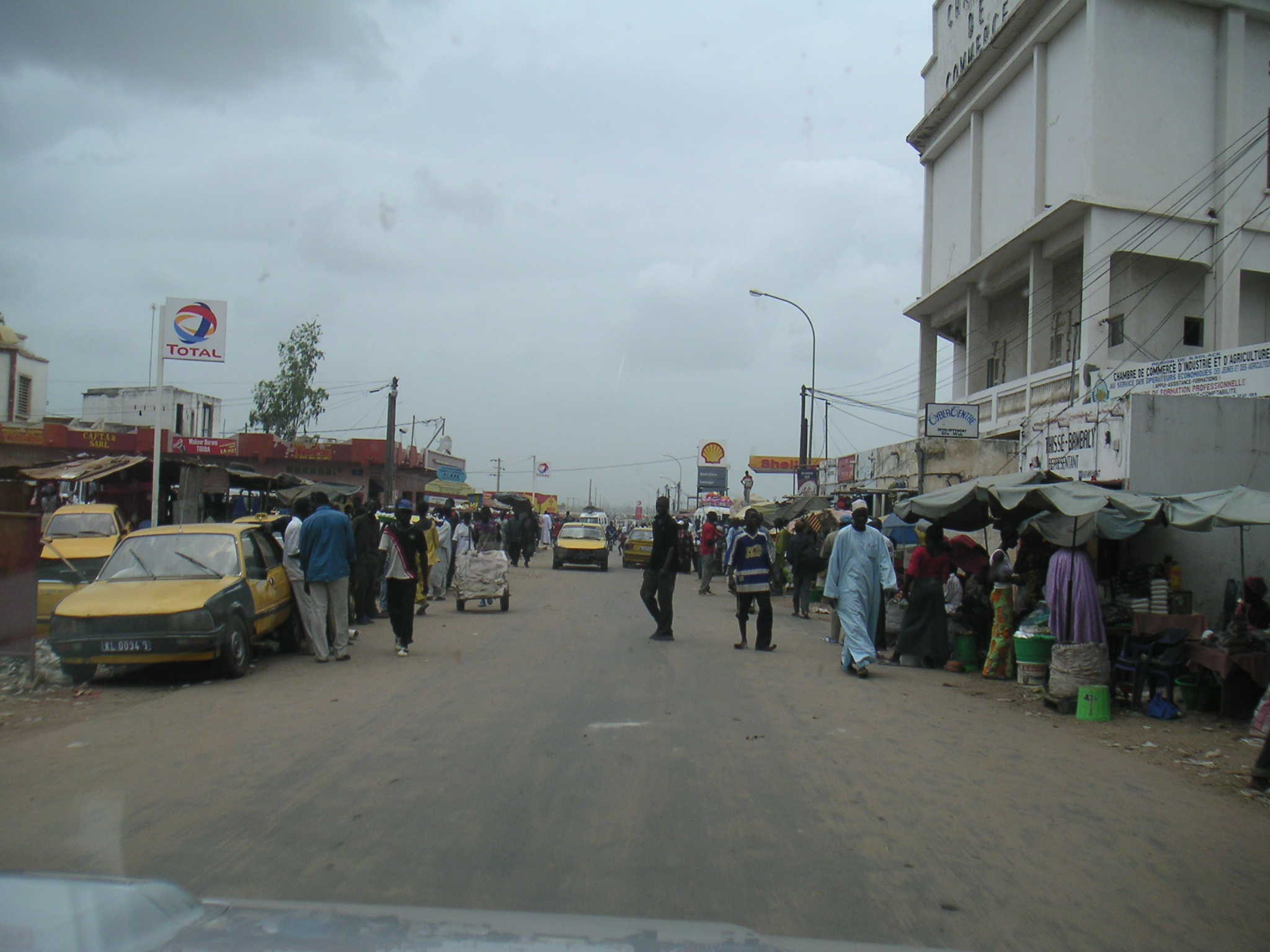

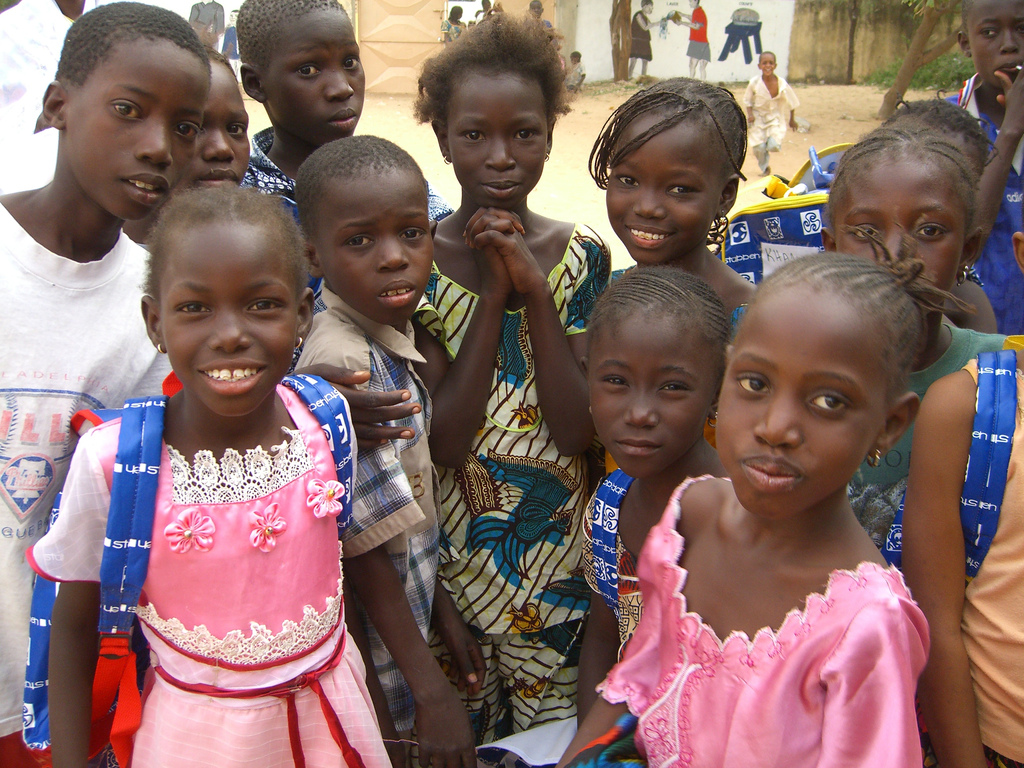

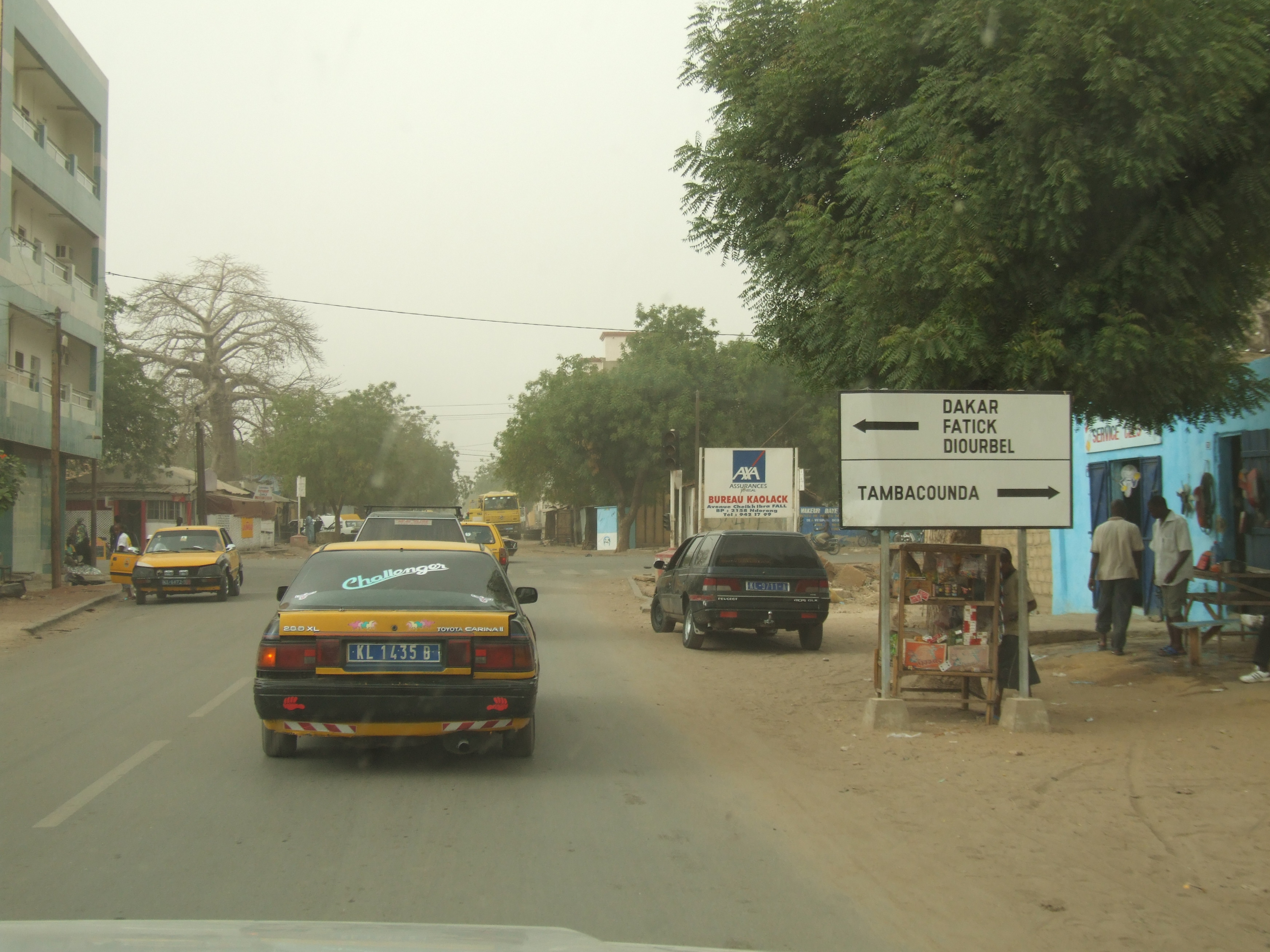

- 法國 梅里尼亚克

## 外部連結
- Photos of Kaolack （页面存档备份，存于）
- Peace Corps Senegal, Kaolack Page

14°11′N 16°15′W / 14.183°N 16.250°W